# Evangelion: 2.0 You Can (Not) Advance
T
Evangelion: 2.0 You Can (Not) Advance, i Japan känd som Evangelion Shin Gekijōban: Ha (ヱヴァンゲリヲン新劇場版:破 Evangerion shin gekijōban: ha?), är en japansk animerad film från 2009, som regisserades av Masayuki och Kazuya Tsurumaki, och skrevs av Hideaki Anno. Den är den andra delen i tetralogin Rebuild of Evangelion, som baseras på Annos animerade TV-serie Neon Genesis Evangelion från 1995.
Filmen producerades på, och distribuerades av, Annos animationsstudio Studio Khara i samarbete med hans tidigare studio Gainax.
Evangelion: 2.0 utspelar sig efter Evangelion: 1.0 You Are (Not) Alone, och handlar om Shinji Ikari, en tonårspojke som är pilot på en mecha - en humanoid jättelik robot - vid namn Evangelion Unit-01, och som tillsammans med organisationen NERV slåss mot övernaturliga anfallande varelser som kallas änglar. Medan Evangelion: 1.0 är en filmatisering av början av TV-serien, skiljer sig handlingen i Evangelion: 2.0 kraftigt från Neon Genesis Evangelion, och introducerar bland annat den nya figuren Mari.

## Handling
Den tredje ängelns återupväckta skelett, som hålls tillfånga i NERV:s arktiska bas Betania, lyckas bryta sig ut, men Evangelion-piloten Mari styr Evangelion Provisional Unit-05 och förgör ängeln genom att självförstöra sin Evangelion och skjuta ut sig själv från Evangelion-enheten i sista stund.
Samtidigt besöker Shinji Ikari och hans far Gendo sin mor Yuis grav. En kort tid därefter dyker den sjunde ängeln upp och anfaller, men blir snabbt oskadliggjord av den nyanlända Evangelion Unit-02 och dess pilot Asuka Langley Shikinami. Ryoji Kaji levererar en väska till Gendo, som innehåller ett föremål som Gendo kallar "Nebukadnessar-nyckeln"; Kaji berättar också att Unit-05 har förstörts som planerat. Gendo och NERV:s vice befälhavare Kozo Fuyutsuki åker sedan ut i rymden och besöker Tabgha, NERV:s läger på månen, för att se över konstruktionen av Evangelion Mark.06, som ska vara olik andra Evangelion-enheter. De nekas landningstillstånd, men får syn på Kaworu Nagisa som sitter ute i rymden utan en rymddräkt. Medan Gendo är frånvarande anfaller den åttonde ängeln Tokyo-3. Shinji, Rei och Asuka förgör den enligt en plan som Misato har konstruerat; Unit-00 och Unit-01 blir skadade under operationen. Gendo återvänder och beordrar reparation av de två Evangelion-enheterna, men SEELE tillåter enbart reparationen av Unit-01.
Rei förbereder en middagsbjudning i hopp om att reparera förhållandet mellan Shinji och Gendo, samtidigt som Mari anländer i Tokyo-3. En tid senare förstörs Unit-04 och NERV:s amerikanska avdelning under ett experiment; efter detta skickar den amerikanska regeringen Unit-03 till Tokyo-3. På grund av ett internationellt avtal som säger att inget land får inneha mer än tre fungerande Evangelion-enheter åt gången, förseglar NERV Unit-02. De arrangerar ett test av Unit-03 på samma dag som Rei har planerat att ha sin middagsbjudning; Asuka erbjuder sig att ta över Reis roll som pilot under testet. Efter att Asuka har aktiverat Unit-03, tar den nionde ängeln kontroll över enheten, och blir helt vild. Shinji styr Unit-01, men vägrar att slåss mot ängeln då han inte vill riskera att skada Asuka, som fortfarande är fast i Unit-03. Gendo beordrar då att det nya autopilot-läget aktiveras; Unit-01 blir självstyrd, och förgör brutalt Unit-02, och krossar pilotkabinen med Asuka inuti mellan sina tänder. Shinji är upprörd över Gendos känslolösa beslut, och lämnar NERV.
Asuka överlever, men är svårt skadad, och placeras i karantän då NERV fruktar att hon kan ha blivit "mentalt förorenad" av ängeln. Shinji lämnar staden, men den tionde ängeln anfaller, vilket tvingar honom att gömma sig i ett skyddsrum. Gendo lyckas inte starta Unit-01 utan Shinji, så Mari kapar Unit-02 och ger sig ut i strid mot ängeln på egen hand. Hon lossar Unit-02:s säkerhetsanordningar och anfaller, men Unit-02 blir svårt skadad av ängeln. Rei ger sig också ut i strid i den skadade Unit-00, och rusar mot ängeln med en missil. Missilen detoneras, men lyckas inte förgöra ängeln; Ängeln slukar då Unit-00, och integrerar den med sin egen kropp, vilket låter den gå förbi NERV:s försvar.
Efter att ha sett Rei bli uppäten tillsammans med Unit-00, rusar Shinji till Gendo och ber om att få bli pilot för Unit-01 igen. Shinji lyckas avvärja ängeln, men innan han hinner förgöra den får Unit-01 slut på energi, och slocknar, men vaknar upp igen i bärsärk-läge på grund av Shinjis raseri över att ha förlorat Rei. Den brottar lätt ner ängeln, och Shinji använder Evangelion-enheten för att sträcka sig in ängelns kärna och rädda Rei. Unit-01 börjar överskrida sina fysiska gränser för att uppfylla Shinjis önskan att rädda Rei; när Shinji drar ut Rei ur ängelns kärna, drar Unit-01 ut Unit-00:s kärna ur ängeln. Ängeln exploderar, och dess kvarlevor samt Unit-00:s kärna absorberas av Unit-01; de tre blir till en enda enhet, och jättelika vingar av ljus växer ut från Unit-01. Misato, som har betraktat striden, märker att de är identiska med de hon såg under Second Impact. Ritsuko inser att Unit-01 har blivit en gudom, vilket utlöser Third Impact, och säger att detta kommer att bli jordens undergång.
Under epilogen skjuter ett jättelikt spjut ner från månen och genomborrar Unit-01 mitt under dess apoteos, vilket neutraliserar enheten och stoppar Third Impact. Kaworu stiger ned från månen i Mark.06 och säger att "den här gången ska [han] visa Shinji sann glädje".

## Röstskådespelare
| Rollfigur                 | Röstskådespelare   |
| ------------------------- | ------------------ |
| Shinji Ikari              | Megumi Ogata       |
| Rei Ayanami och Yui Ikari | Megumi Hayashibara |
| Asuka Langley Shikinami   | Yūko Miyamura      |
| Gendo Ikari               | Fumihiko Tachiki   |
| Misato Katsuragi          | Kotono Mitsuishi   |
| Ritsuko Akagi             | Yuriko Yamaguchi   |
| Mari Illustrious Makinami | Maaya Sakamoto     |
| Kaworu Nagisa             | Akira Ishida       |
| Kozo Fuyutsuki            | Motomu Kiyokawa    |
| Ryoji Kaji                | Koichi Yamadera    |
| Toji Suzuhara             | Tomokazu Seki      |
| Kensuke Aida              | Tetsuya Iwanaga    |

## Fotnoter